# HD157289
HD157289 — хімічно пекулярна зоря спектрального класу A1, що має видиму зоряну величину в смузі V приблизно  8,3.
Вона  розташована на відстані близько 726,4 світлових років від Сонця.

## Пекулярний хімічний склад
Зоряна атмосфера HD157289 має підвищений вміст 
Cr
.